# Эпирубицин
Эпирубицин — один из антрациклиновых антибиотиков, цитостатический препарат. Аналог доксорубицина, отличается от последнего только стерическим положением гидроксильной группы при С-4'. Обладает противоопухолевой активностью, применяется в химиотерапии рака. Менее токсичен, чем доксорубицин. Производится полусинтетически, исходя из даунорубицина или некоторых его производных. Молекула эпирубицина состоит из тетрациклического антрахиноидного агликона доксорубицинона, соединенного гликозидной связью с аминосахаром акозамином. Синоним: эпидоксорубицин.
С 2012 года эпирубицин включён в Перечень ЖНВЛП.

## Фармакологическое действие
Быстро проникает в клетки, локализуется преимущественно в ядре. Механизм действия обусловлен способностью эпирубицина образовывать комплекс с ДНК путём интеркаляции между основными нуклеотидными парами, что приводит к нарушению синтеза ДНК, РНК и белков. Интеркаляция в ДНК является пусковым механизмом расщепления ДНК под действием топоизомеразы II, приводя к серьёзным нарушениям в третичной структуре ДНК. Эпирубицин (как и доксорубицин) может быть вовлечен в реакции окисления/восстановления с образованием высокоактивных и высокотоксичных свободных радикалов.

## Фармакокинетика

### Распределение
После в/в введения эпирубицин быстро распределяется в тканях организма; не проникает через ГЭБ в определяемых количествах.

### Метаболизм
Эпирубицин интенсивно биотрансформируется в печени. Основными установленными метаболитами являются эпирубицинол, который обладает определенной степенью противоопухолевой активности, а также глюкурониды эпирубицина и эпирубицинола. 4'-0- глюкуронирование отличает эпирубицин от доксорубицина и может обуславливать его меньшую токсичность.

### Выведение
После в/в введения препарата (в дозе 60-150 мг/м2) пациентам с нормальной функцией печени и почек уровни эпирубицина снижаются три-экспоненциальным образом с медленной конечной фазой длительностью 30-40 ч. T1/2 эпирубицинола соответствует таковому у эпирубицина. Эпирубицин выводится главным образом через печень: около 38 % введенной дозы обнаруживается в течение 24 ч в желчи в форме эпирубицина (19 %), эпирубицинола и других метаболитов. 9-12 % дозы выводится с мочой (как в виде метаболитов, так и в неизмененном виде). Через 72 ч приблизительно 43 % введенной дозы определяется в желчи и приблизительно 16 % в моче.

## Показания
```
  – переходно-клеточный рак мочевого пузыря;
  – рак молочной железы;
  – рак желудка и пищевода;
  – рак головы и шеи;
  – первичный гепатоцеллюлярный рак;
  – острый лейкоз;
  – немелкоклеточный и мелкоклеточный рак легкого;
  – неходжкинская лимфома;
  – болезнь Ходжкина;
  – множественная миелома;
  – рак яичников;
  – рак поджелудочной железы;
  – рак предстательной железы;
  – рак прямой кишки;
  – саркома мягких тканей;
  – остеосаркома.
```

## Режим дозирования
Препарат применяют как в качестве монотерапии, так и в комбинации с другими цитостатиками в различных дозах в зависимости от схемы терапии. Режим дозирования устанавливают индивидуально.
При в/в введении в качестве монотерапии рекомендованная стандартная доза на цикл для взрослых составляет 60-90 мг/м2 каждые 3-4 недели. Общая доза препарата в расчете на цикл может вводиться как одномоментно, так и разделенной на несколько введений, в течение 2-3 дней подряд.
Если препарат применяют в комбинации с другими противоопухолевыми препаратами, рекомендуемая доза на цикл должна быть соответственно снижена.
В отдельных случаях препарат может использоваться в более высоких дозах 90-120 мг/м2 однократно с интервалом в 3-4 недели.
Повторные введения препарата возможны только при исчезновении всех признаков токсичности (особенно гематологической и со стороны ЖКТ).
Пациентам с нарушениями функции почек и уровнем креатинина в сыворотке крови более 5 мг/дл следует применять препарат в сниженных дозах.
Пациентам с нарушениями функции печени дозу препарата устанавливают индивидуально. Если концентрация билирубина в сыворотке составляет 1.2-3 мг/дл или значение АСТ в 2-4 раза превышает верхний предел нормы, вводимая доза препарата должна быть снижена на 50 %. Если концентрация билирубина в сыворотке более 3 мг/дл или значение АСТ превышает норму более, чем в 4 раза, дозу снижают на 75 % от рекомендованной.
Пациентам, которые ранее получали массивную противоопухолевую терапию, а также с опухолевой инфильтрацией костного мозга, рекомендуют назначать препарат в более низких дозах или увеличивать интервал между циклами.
У пациентов пожилого возраста при проведении начальной терапии возможно применение стандартных доз и режимов.
Для уменьшения риска развития тромбозов и экстравазации Фарморубицин быстрорастворимый рекомендуют вводить через трубку системы для в/в инфузии во время капельного введения 0,9 % раствора натрия хлорида или 5 % раствора глюкозы. Продолжительность инфузии должна составлять от 3 до 20 мин, в зависимости от дозы препарата и объёма инфузионного раствора.
Для лечения поверхностных опухолей мочевого пузыря рекомендуют проводить 8 еженедельных инстилляций препарата в мочевой пузырь в дозе 50 мг (растворенных в 25-50 мл физиологического раствора). При появлении симптомов местного токсического действия (химический цистит, проявляющийся дизурией, полиурией, никтурией, болезненным мочеиспусканием, гематурией, дискомфортом в области мочевого пузыря, некрозом стенки мочевого пузыря) дозу следует снизить до 30 мг.
При лечении рака мочевого пузыря in-situ, в зависимости от индивидуальной переносимости, доза препарата может быть увеличена до 80 мг.
Для профилактики рецидива после трансуретральной резекции поверхностных опухолей рекомендуют выполнять 4 еженедельные инстилляции по 50 мг с последующим проведением 11 ежемесячных инстилляций в той же дозе.
Фарморубицин быстрорастворимый следует инстиллировать через катетер и оставлять внутри пузыря на 1 ч. Во время инстилляции пациент должен переворачиваться, чтобы обеспечить равномерное воздействие раствора на слизистую оболочку мочевого пузыря. Чтобы не допустить чрезмерного разбавления препарата мочой, пациента следует предупредить о необходимости воздерживаться от питья в течение 12 ч перед инстилляцией. По окончании процедуры инстилляции пациент должен опорожнить мочевой пузырь.
Особое внимание следует уделить проблемам, связанным с катетеризацией (в том числе при обструкции мочеиспускательного канала, обусловленной массивными внутрипузырными опухолями).
При гепатоцеллюлярном раке для обеспечения интенсивного местного воздействия и одновременного уменьшения общего токсического действия Фарморубицин быстрорастворимый может быть введен внутриартериально в главную печеночную артерию в дозе 60-90 мг/м2 c интервалом от 3 недель до 3 месяцев или в дозах 40-60 мг/м2 с интервалом в 4 недели.

## Побочное действие
Со стороны системы кроветворения: лейкопения, нейтропения (обычно носит транзиторный характер, достигая самого низкого уровня через 10-14 дней после введения препарата, восстановление картины крови обычно наблюдается к 21 дню), тромбоцитопения, анемия.
Со стороны сердечно-сосудистой системы: проявления ранней (острой) кардиотоксичности — синусовая тахикардия и/или аномалии на ЭКГ (неспецифические изменения сегмента ST и зубца T), возможно тахиаритмии (желудочковая экстрасистолия, желудочковая тахикардия), брадикардия, AV блокада, блокада ножек пучка Гиса (эти явления не всегда являются прогностическим фактором последующего развития отсроченной кардиотоксичности, редко бывают клинически значимыми и обычно не требует отмены терапии препаратом). К проявлениям поздней (отсроченной) кардиотоксичности относятся снижение фракции выброса левого желудочка и/или развитие симптомов застойной сердечной недостаточности, таких как одышка, отек легких, ортостатический отек, кардиомегалия и гепатомегалия, олигоурия, асцит, экссудативный плеврит, ритм галопа. Возможны перикардит, миокардит. Наиболее тяжелой формой вызванной антрациклинами кардиомиопатии является опасная для жизни застойная сердечная недостаточность, которая ограничивает кумулятивную дозу препарата. В отдельных случаях возможны тромбоэмболические осложнения, включая эмболию легочной артерии (в ряде случаев с летальным исходом).
Со стороны пищеварительной системы: анорексия, стоматит, тошнота, рвота, гиперпигментация слизистой оболочки полости рта, эзофагит, боли или ощущение жжения в области живота, эрозии желудка, кровотечения из ЖКТ, колит, диарея; повышение активности печеночных трансаминаз и уровня билирубина в сыворотке крови.
Со стороны мочевыделительной системы: окрашивание мочи в красный цвет в течение 1-2 дней после введения препарата; возможно появление гиперурикемии.
Со стороны органа зрения: конъюнктивит, кератит.
Со стороны эндокринной системы: аменорея (обычно по окончании лечения овуляция восстанавливается, но возможно развитие преждевременной менопаузы); олигоспермия, азооспермия (в ряде случаев количество сперматозоидов восстанавливается до нормального уровня, это может произойти через несколько лет после окончания лечения); приливы жара к лицу.
Дерматологические реакции: алопеция, сыпь, зуд, внезапные покраснения кожи, гиперпигментация кожи и ногтей, фотосенсибилизация, гиперчувствительность ранее подвергшейся облучению кожи.
Прочие: недомогание, астения, лихорадка, озноб, анафилактические реакции, острый лимфолейкоз, миелолейкоз.
Местные реакции: эритематозная исчерченность по ходу вены, в которую проводилась инфузия; затем может возникнуть местный флебит или тромбофлебит; флебосклероз, особенно при повторном введении в небольшую вену — склерозирование; при экстравазации — болезненность, целлюлит, некроз окружающих тканей.
Побочные явления, возможные при внутриартериальном введении: в дополнение к системной токсичности — язва желудка и двенадцатиперстной кишки (вероятно, за счет рефлюкса в желудочную артерию); сужение желчных протоков вследствие вызванного препаратом склерозирующего холангита.

## Противопоказания
```
  – беременность;
  – лактация (грудное вскармливание);
  – повышенная чувствительность к компонентам препарата и другим антрациклинам или антрацендионам.
```

Для в/в введения
```
  – выраженная миелосупрессия;
  – выраженные нарушения функции печени;
  – тяжелая сердечная недостаточность;
  – аритмии;
  – недавно перенесенный инфаркт миокарда.
  – предшествующая терапия кумулятивными дозами антрациклинов или антрацендионов.
```

Для введения в мочевой пузырь
```
  – инвазивные опухоли с пенетрацией в стенку мочевого пузыря;
  – инфекции мочевыводящих путей;
  – воспаление мочевого пузыря.
```

## Беременность и лактация
Препарат противопоказан к применению при беременности.
При необходимости назначения препарата в период лактации следует решить вопрос о прекращении грудного вскармливания.
В период применения Фарморубицина быстрорастворимого женщинам детородного возраста следует пользоваться надежными методами контрацепции.

## Особые указания
Фарморубицин быстрорастворимый следует вводить только под наблюдением квалифицированных врачей, имеющих опыт проведения противоопухолевой терапии.
Для снижения риска токсического поражения сердца рекомендуется до начала и во время терапии Фармарубицином проводить регулярный мониторинг его функции, включая оценку фракции выброса левого желудочка по данным ЭхоКГ или многоканальной радиоизотопной ангиографии (МКРА), а также ЭКГ-мониторирование. При обнаружении признаков хронической кардиотоксичности применение препарата немедленно прекращают.
Острая кардиотоксичность в большинстве случаев носит обратимый характер и обычно не является показанием к отмене препарата. Поздняя (отсроченная) токсичность (кардиомиопатия) зависит от суммарной дозы, в связи с чем кумулятивную дозу Фарморубицина (900—1000 мг/м2) можно превышать только в исключительных случаях. К факторам риска кардиотоксичности относятся: заболевания сердечно-сосудистой системы (в том числе скрытые формы), курс лучевой терапии области средостения (проводимое в настоящий момент или предшествующее), терапия антрациклинами или антраценедионами в анамнезе, одновременное назначение других лекарственных средств с отрицательным инотропным действием. Кардиотоксические проявления, как правило, развиваются на фоне терапии или в течение 2 месяцев после её окончания, однако в некоторых случаях могут возникать отсроченные побочные эффекты (через несколько месяцев или даже лет после окончания терапии).
Во время проведения каждого цикла терапии (особенно при применении препарата в высоких дозах) необходимо проводить оценку гематологических показателей (число лейкоцитов, тромбоцитов, содержание гемоглобина) и печеночных функциональных тестов.
При появлении первых признаков экстравазации (жжение или болезненность в месте инъекции) инфузию следует немедленно прекратить, а затем возобновить введение препарата в другую вену. При необходимости проводят местную симптоматическую терапию (в том числе пакеты со льдом).
Фарморубицин быстрорастворимый может вызвать гиперурикемию в результате быстрого лизиса опухолевых клеток, в связи с чем пациентам во время терапии необходимо определять уровень мочевой кислоты, калия, кальция и креатинина. Для снижения риска развития осложнений, связанных с синдромом лизиса опухоли, и предотвращения гиперурикемии следует обеспечить адекватную гидратацию пациента, коррекцию кислотно-щелочного равновесия (ощелачивание) и профилактическое назначение аллопуринола.
Мужчины, получающие Фарморубицин быстрорастворимый, должны применять надежные методы контрацепции.
Персоналу, работающему с препаратом, следует пользоваться защитными перчатками. При случайном попадании порошка или раствора на кожу или слизистые оболочки требуется немедленное промывание водой с мылом или раствором бикарбоната натрия, при попадании в глаза необходимо промыть глаз большим количеством воды в течение 15 мин.
При работе с препаратом необходимо соблюдать правила обращения с цитотоксическими веществами. Загрязненную препаратом поверхность рекомендуют обрабатывать разбавленным раствором гипохлорита натрия (с содержанием хлора 1 %).

## Передозировка
Симптомы: тяжелая миелосупрессия (преимущественно лейкопения и тромбоцитопения), токсические проявления со стороны ЖКТ (мукозит), острые осложнения со стороны сердца.
Лечение: проводят симптоматическую терапию. Антидот к эпирубицину неизвестен.

## Лекарственное взаимодействие
При совместном применении Фарморубицин быстрорастворимый усиливает токсическое действие других противоопухолевых лекарственных средств, особенно миелотоксический эффект и действие на ЖКТ.
При одновременном применении Фарморубицина быстрорастворимого с другими потенциально кардиотоксическими препаратами или лекарствами, действующими на сердце, возрастает вероятность развития кардиотоксического эффекта (необходимо мониторировать состояние сердечной деятельности в течение всего периода лечения).
При совместном применении циметидин увеличивает период полувыведения эпирубицина (такая комбинация не рекомендуется).

## Фармацевтическое взаимодействие
Фарморубицин не следует смешивать с другими лекарственными средствами.
Не допускается контакт Фарморубицина с растворами, имеющими щелочную реакцию, так как это может привести к гидролизу эпирубицина.
Фарморубицин быстрорастворимый не следует смешивать с гепарином из-за их химической несовместимости, вследствие которой образуется осадок.

## Условия и сроки хранения
Препарат следует хранить в недоступном для детей месте при комнатной температуре (от 15° до 25 °C). Срок годности — 4 года.
Условия отпуска из аптек
Препарат отпускается по рецепту.